# Бронепалубные крейсера типа «Сума»
Тип «Сума» (яп. 須磨型防護巡洋艦) — тип японских бронепалубных крейсеров. Явились первыми крейсерами, спроектированными полностью в Японии и построенными полностью из японского сырья, за исключением импортировавшейся из Великобритании артиллерии. В 1892—1897 годах на верфях флота в Йокосуке были построены два корабля этого типа.

## Конструкция
Проект был во многом схож с построенным ранее в Японии крейсером «Акицусима», отличаясь в основном энергетической установкой и составом вооружения. Поскольку «Сума» на испытаниях показал неудовлетворительную мореходность, второй корабль, «Акаси», был спешно доработан уже на стапеле для устранения этой проблемы.

## Представители
| Название   | Закладка       | Спуск на воду | Вступление в строй | Судьба                                                                |
| ---------- | -------------- | ------------- | ------------------ | --------------------------------------------------------------------- |
| Сума 須磨  | 6 августа 1892 | 9 марта 1895  | 12 декабря 1896    | снят с вооружения в 1923, пущен на слом в 1928                        |
| Акаси 明石 | 6 августа 1894 | 8 ноября 1897 | 30 марта 1899      | снят с вооружения в 1928, потоплен как цель на учениях авиации в 1930 |

## Служба
Оба крейсера принимали участие в Русско-японской войне, в том числе в Цусимском сражении.
В Первой мировой войне оба крейсера использовались в операциях против германских сил в Китае. Оба крейсера были в 1921 году переклассифицированы в «корабли береговой обороны I ранга», прежде чем быть снятыми с вооружения в 1923 и 1928 годах.